# Avfallsförbränning

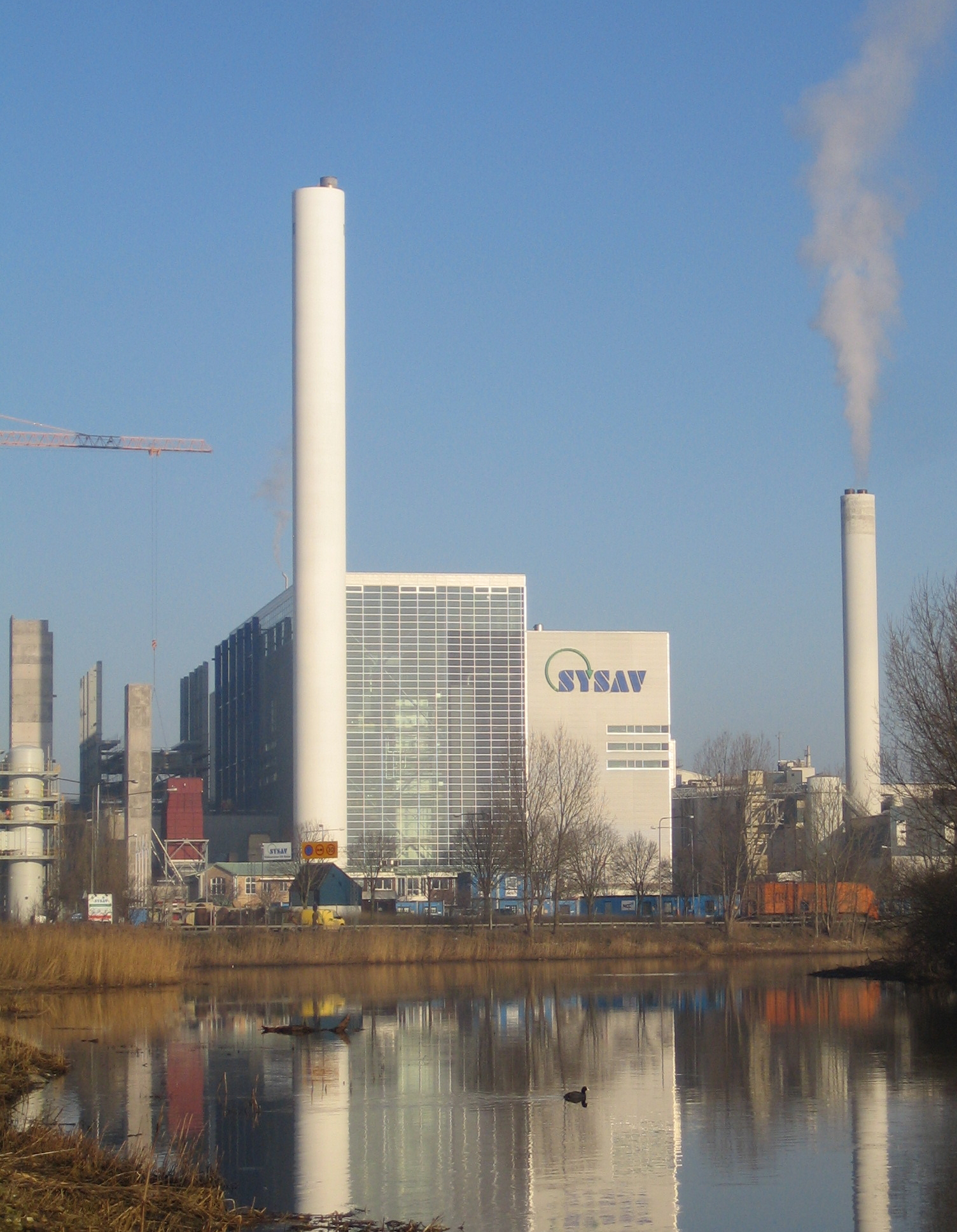
Sysavs kraftvärmeverk i Malmö.

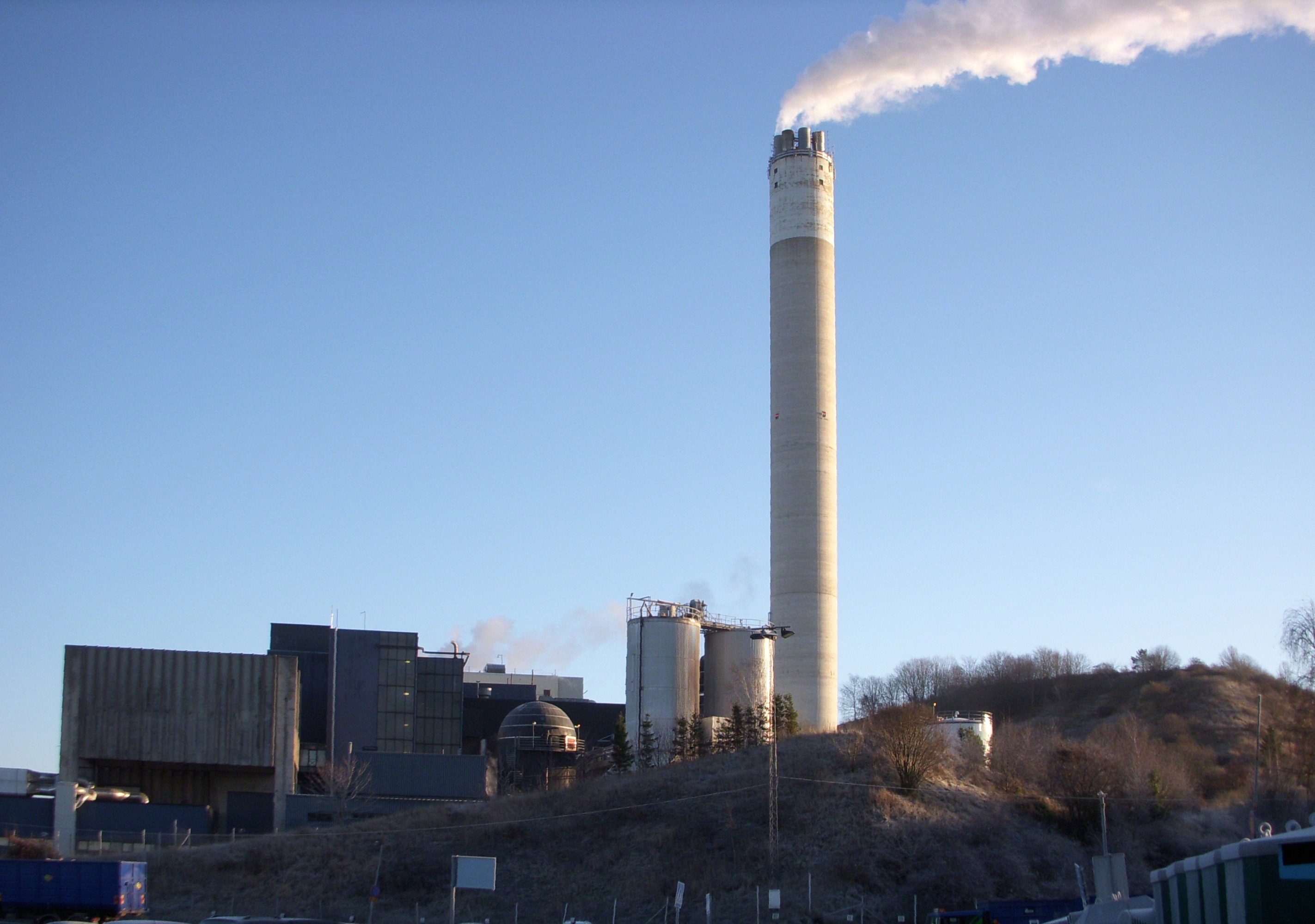
Högdalenverket i Stockholm.

Avfallsförbränning är en metod för avfallshantering. Från början var syftet med förbränningen endast ren destruktion, för att minska avfallsvolymerna, men numera utnyttjas även den utvunna energin till el- och fjärrvärmeproduktion. 
I Sverige förbränns cirka 50 % av hushållsavfallet (2015). Även en stor andel av industriavfallet undergår förbränning och en stor andel av det farliga avfallet oskadliggörs genom högtemperaturförbränning. Andelen avfall som förbränns har ökat i stor utsträckning sedan deponering av organiskt avfall förbjöds 2005. Ca 20 % av fjärrvärmen och 0,5 % av elen i Sverige kommer från avfallsförbränning.
Avfallsförbränning anses ofta vara en föredragen metod i förhållande till deponering, men underlägsen i förhållande till materialåtervinning. Vid förbränning av hushållsavfall uppstår restprodukter i form av slagg och aska, som utgör 15-20 viktprocent av den totala avfallsmängden. Dessa deponeras vanligtvis men slagg kan även användas t.ex. som fyllnadsmaterial vid vägbyggen, vilket dock är kontroversiellt på grund av urlakningsrisken. Avfallsförbränning ger även upphov till utsläpp av tungmetaller såsom bly och kvicksilver, miljögifter såsom dioxiner samt försurande ämnen såsom svaveldioxid. Med modern rökgasrening och förbättrad förbränningsteknik har man dock i stor utsträckning kunnat begränsa utsläppen. Hushållsavfall kan delvis räknas som ett fossilt bränsle, genom förekomsten av olika plaster men består huvudsakligen av biologiskt material. 
Avfallsförbränning prövades under slutet av 1800-talet i Tyskland, men byggdes i Sverige ut i stor skala först under 1960-talet. Efter en tillbakagång under inflytande av dioxindebatten har nu förbränningsmetoden åter börjat öka och idag finns i Sverige ett 30-tal anläggningar. Stockholms hushållsopor förbränns idag till övervägande delen vid Högdalenverket söder om staden. Dessförinnan var stadens sopförbränningsstation belägen i Lövsta. En stor del av Stockholms avfall transporteras även till avfallsanläggningen i Uppsala där man producerar ånga, fjärrvärme och fjärrkyla av avfallet.
Avfallsförbränningen sker i en stor förbränningskammare. Innan avfallet hamnar i ugnen sorteras det för att man ska veta vad som förbränns. Vissa ämnen lämpar sig inte för förbränning och dessa sorteras ut omedelbart. Andra ämnen kan få sådana egenskaper vid förbränningen att man vill strypa eller öka luftmängden, varför man måste veta vad det är man förbränner. Helst ser man dock att avfallet redan är grovt sorterat innan det når avfallsugnarna, till exempel genom källsortering. Avfallsugnar är ständigt övervakade, både själva förbränningen samt de rökgaser som uppstår, för att miljöpåverkan ska bli så liten som möjligt.
I Sverige ska förordning om förbränning av avfall (2013:253) tillämpas. Förordningen följer Europaparlamentets och rådets direktiv 2010/75/EU.
Förbränning av avfall är en viktig del av Sveriges avfallshantering och energiförsörjning. Men strävan mot en cirkulär ekonomi, där material ska cirkulera i mer eller mindre oändliga kretslopp, kommer att förändra bilden. I rapporten "Utveckling av avfallsförbränningsprocessen för att uppfylla framtidens behov" har aktörer både inom och utanför avfallssektorn utvecklat scenarier för den framtida cirkulärekonomin och konsekvenserna för avfallsförbränningen.